# Mariano Valguarnera
Mariano Valguarnera (ur. 7 października 1564 w Palermo, zm. 28 sierpnia 1634 tamże) – włoski literat i dyplomata.
Był synem Fabrizio Valguarnera, barona Godrano. Znał języki klasyczne i współczesne (łacinę, grekę, hebrajski, francuski, hiszpański), studiował teologię, filozofię i matematykę. Po śmierci żony został księdzem. W 1629 r. uczestniczył w misji dyplomatycznej w Madrycie.
Jego talent dyplomatyczny został doceniony przez Filipa IV, który nadał mu godność królewskiego kapelana i opata. Po powrocie do Włoch mieszkał na dworze papieża Urbana VIII, w którego imieniu tłumaczył i komentował dzieła Anakreona. Jego najważniejszym dziełem jest Dyskurs o pochodzeniu i starożytności Palermo i pierwszych mieszkańców Sycylii (1614).